# Walckenaeria thrinax
Walckenaeria thrinax är en spindelart som först beskrevs av Chamberlin och Ivie 1933.  Walckenaeria thrinax ingår i släktet Walckenaeria och familjen täckvävarspindlar. Inga underarter finns listade i Catalogue of Life.